# 10 Andromedae
10 Andromedae (10 And), som är stjärnans Flamsteedbeteckning, är en astrometrisk dubbelstjärna belägen i den västra delen av stjärnbilden Andromeda. Den har en skenbar magnitud på ca 5, 81 och är svagt synlig för blotta ögat där ljusföroreningar ej förekommer. Baserat på parallaxmätning inom Hipparcosuppdraget på ca 6,6 mas, beräknas den befinna sig på ett avstånd på ca 492 ljusår (ca 151 parsek) från solen. Stjärnan rör sig närmare solen med en heliocentrisk radiell hastighet av –1,1 km/s.

## Egenskaper
Primärstjärnan 10 Andromedae A är en röd till orange jättestjärna av spektralklass M0 III, vilket anger att den har förbrukat vätet i dess kärna och utvecklats bort från huvudserien. Baserat på uppskattat avstånd är dess vinkeldiameter, korrigerad för randfördunkling, 2,01 ± 0,02 mas, vilket ger en radie som är ca 33 gånger större än solens. Den utsänder ca 259 gånger mera energi än solen från dess fotosfär vid en effektiv temperatur på ca 4 000 K.